# 独龙乌头
独龙乌头（学名：Aconitum taronense）为毛茛科乌头属下的一个种。

## 扩展阅读
維基物種上的相關：独龙乌头